# Liderki rankingu WTA singlistek i deblistek
Lista tenisistek, które od momentu wprowadzenia rankingów WTA: singlowego (3 listopada 1975) i deblowego (4 września 1984) osiągnęły pierwsze miejsce w obu w tym samym czasie.
Stan na 12 września 2022.

## Tenisistki
| * | Obecna tenisistka numer 1 obu rankingów |
|   | Rekord Ery open                         |

### Martina Navrátilová
| Zawodniczka         | Ile razy | Początek         | Koniec           | Tygodni | W sumie |
| ------------------- | -------- | ---------------- | ---------------- | ------- | ------- |
| Martina Navrátilová | 1        | 4 września 1984  | 17 marca 1985    | 28      | 28      |
| Martina Navrátilová | 2        | 20 stycznia 1986 | 20 lipca 1986    | 26      | 54      |
| Martina Navrátilová | 3        | 18 sierpnia 1986 | 16 sierpnia 1987 | 52      | 106     |

### Arantxa Sánchez Vicario
| Zawodniczka             | Ile razy | Początek       | Koniec          | Tygodni | W sumie |
| ----------------------- | -------- | -------------- | --------------- | ------- | ------- |
| Arantxa Sánchez Vicario | 1        | 13 lutego 1995 | 19 lutego 1995  | 1       | 1       |
| Arantxa Sánchez Vicario | 2        | 27 marca 1995  | 9 kwietnia 1995 | 2       | 3       |
| Arantxa Sánchez Vicario | 3        | 15 maja 1995   | 11 czerwca 1995 | 4       | 7       |

### Martina Hingis
| Zawodniczka    | Ile razy | Początek         | Koniec               | Tygodni | W sumie |
| -------------- | -------- | ---------------- | -------------------- | ------- | ------- |
| Martina Hingis | 1        | 8 czerwca 1998   | 2 sierpnia 1998      | 8       | 8       |
| Martina Hingis | 2        | 17 sierpnia 1998 | 11 października 1998 | 8       | 16      |
| Martina Hingis | 3        | 7 czerwca 1999   | 4 lipca 1999         | 4       | 20      |
| Martina Hingis | 4        | 9 sierpnia 1999  | 22 sierpnia 1999     | 2       | 22      |
| Martina Hingis | 5        | 31 stycznia 2000 | 19 marca 2000        | 7       | 29      |

### Lindsay Davenport
| Zawodniczka       | Ile razy | Początek         | Koniec      | Tygodni | W sumie |
| ----------------- | -------- | ---------------- | ----------- | ------- | ------- |
| Lindsay Davenport | 1        | 17 kwietnia 2000 | 7 maja 2000 | 3       | 3       |

### Kim Clijsters
| Zawodniczka   | Ile razy | Początek         | Koniec          | Tygodni | W sumie |
| ------------- | -------- | ---------------- | --------------- | ------- | ------- |
| Kim Clijsters | 1        | 18 sierpnia 2003 | 7 września 2003 | 3       | 3       |

### Serena Williams
| Zawodniczka     | Ile razy | Początek       | Koniec          | Tygodni | W sumie |
| --------------- | -------- | -------------- | --------------- | ------- | ------- |
| Serena Williams | 1        | 7 czerwca 2010 | 1 sierpnia 2010 | 8       | 8       |

## Klasyfikacja
| Lp. | Zawodniczka             | Suma tygodni |
| --- | ----------------------- | ------------ |
| 1.  | Martina Navrátilová     | 106          |
| 2.  | Martina Hingis          | 29           |
| 3.  | Serena Williams         | 8            |
| 4.  | Arantxa Sánchez Vicario | 7            |
| 5.  | Lindsay Davenport       | 3            |
| 5.  | Kim Clijsters           | 3            |